# Golful Argolic

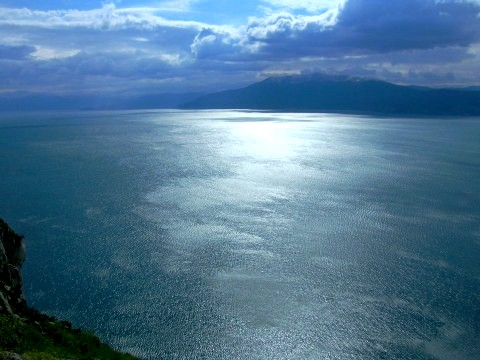
Golful Argolic

Golful Argolic (grecește: Αργολικός Κόλπος Argolikós Kólpos, de asemenea numit golful Argos sau golful Nauplia). Este un golf din Marea Egee, pe coasta orientală a Peninsulei Peloponez, situată la sud-est a orașului Argos. Principalele orașe de la coastă sunt Argos și Naiplia.
Principala insulă este Spetses. Acest golf a fost unit uneori cu Golful Sardonic și Insulele Sardonice rezultând așa zisul Golf Argosaronic și Insulele Argosaronice. Este înconjurat de două prefecturi: Arcadia și Argolis. Principala insulă din glof este Bourtzi, o mică insulă cu un castel care în actualitate este monument. Alte insule din golf sunt: Plateia și Psili și sunt apropiate districtului Argolis.
Golful este traversat de rute maritime de feribot care pornesc din Nauplion, Spetses, Insula Hidra, Tyros și Leonidi.

## Orașele din golf
- Tyros, sud-vest
- Leonidi, sud-vest
- Astros, vest
- Milos (Argolida)Milos, nord-vest
- Nea Kios, nord-vest
- Nauplion, nord
- Tolo, nord
- Playa Iria, nord-est
- Porto Cheli, sud-est
- Spetses, sud-est

## Galerie

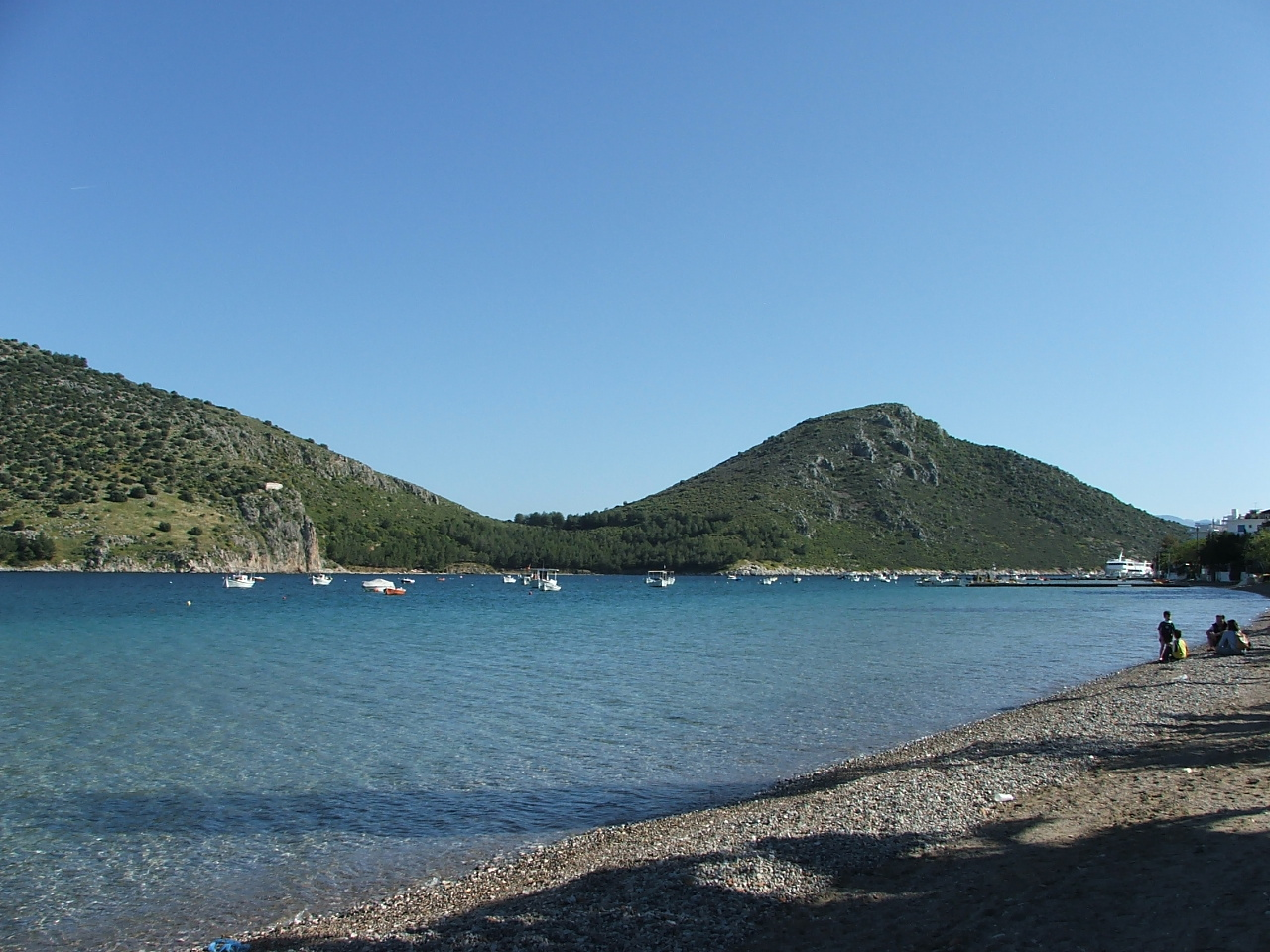
Golful Argolic. Vedere dinspre Tolo
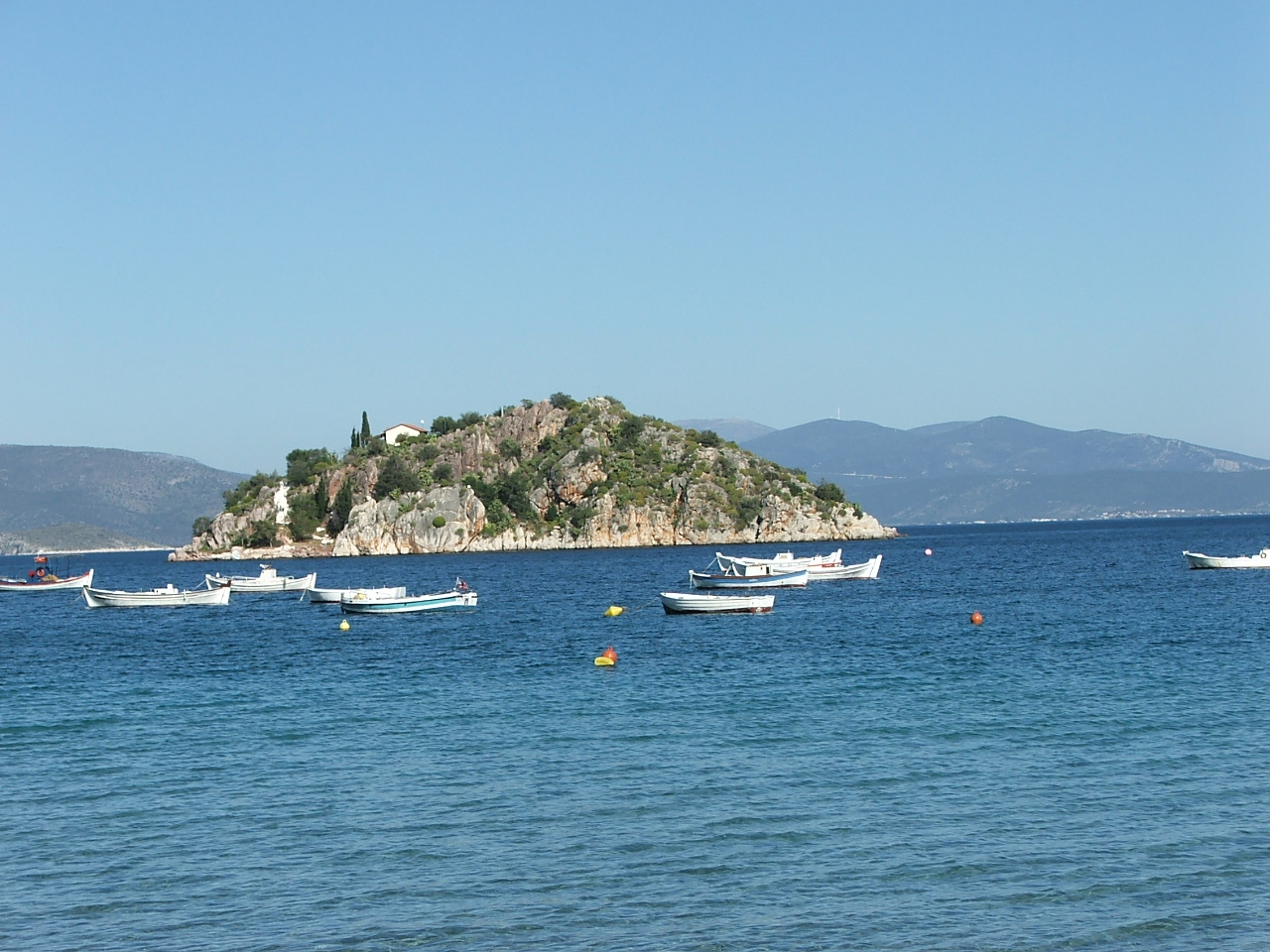
Insula și biserica Apostolou.
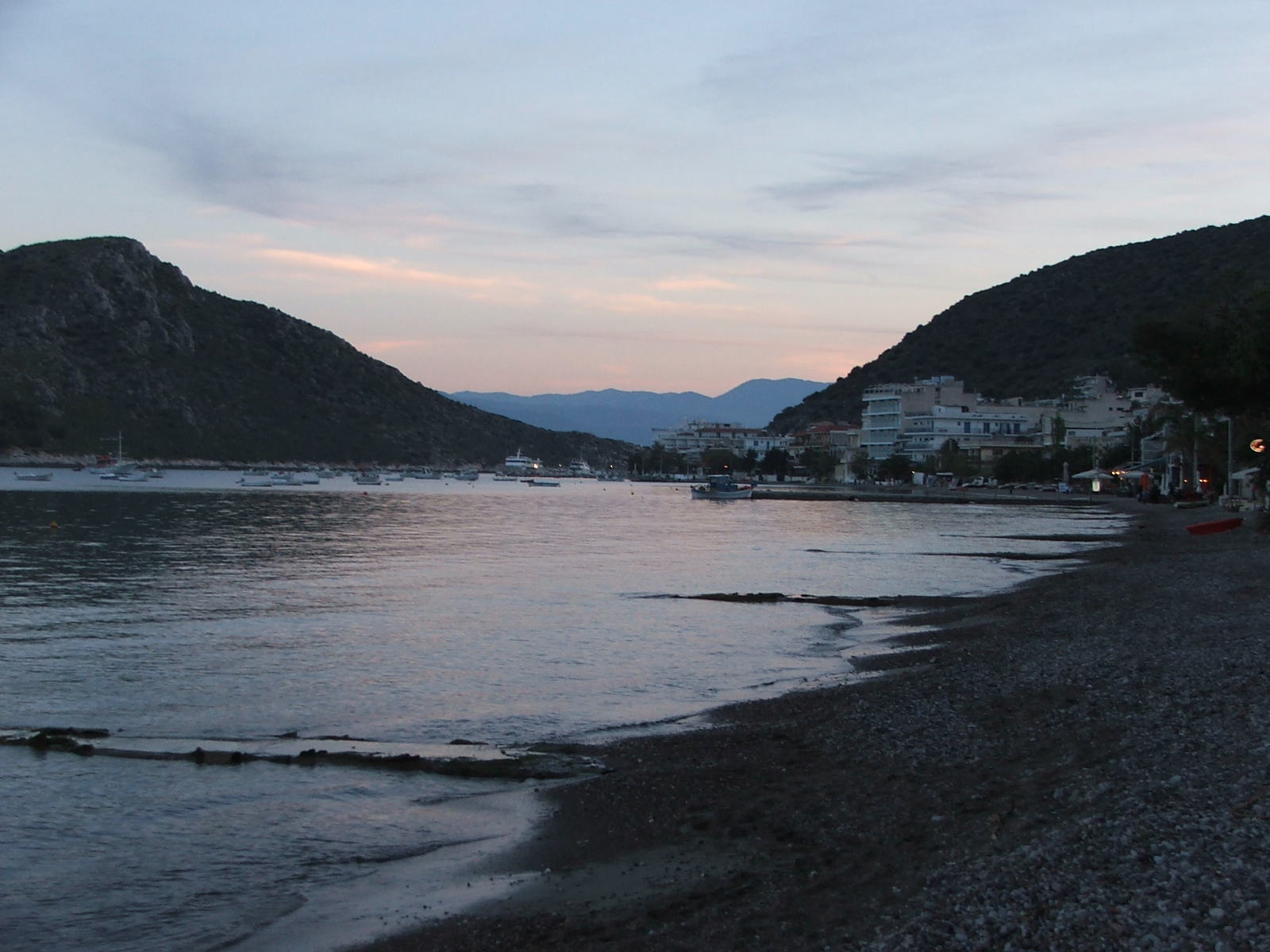
Golful Argolic.
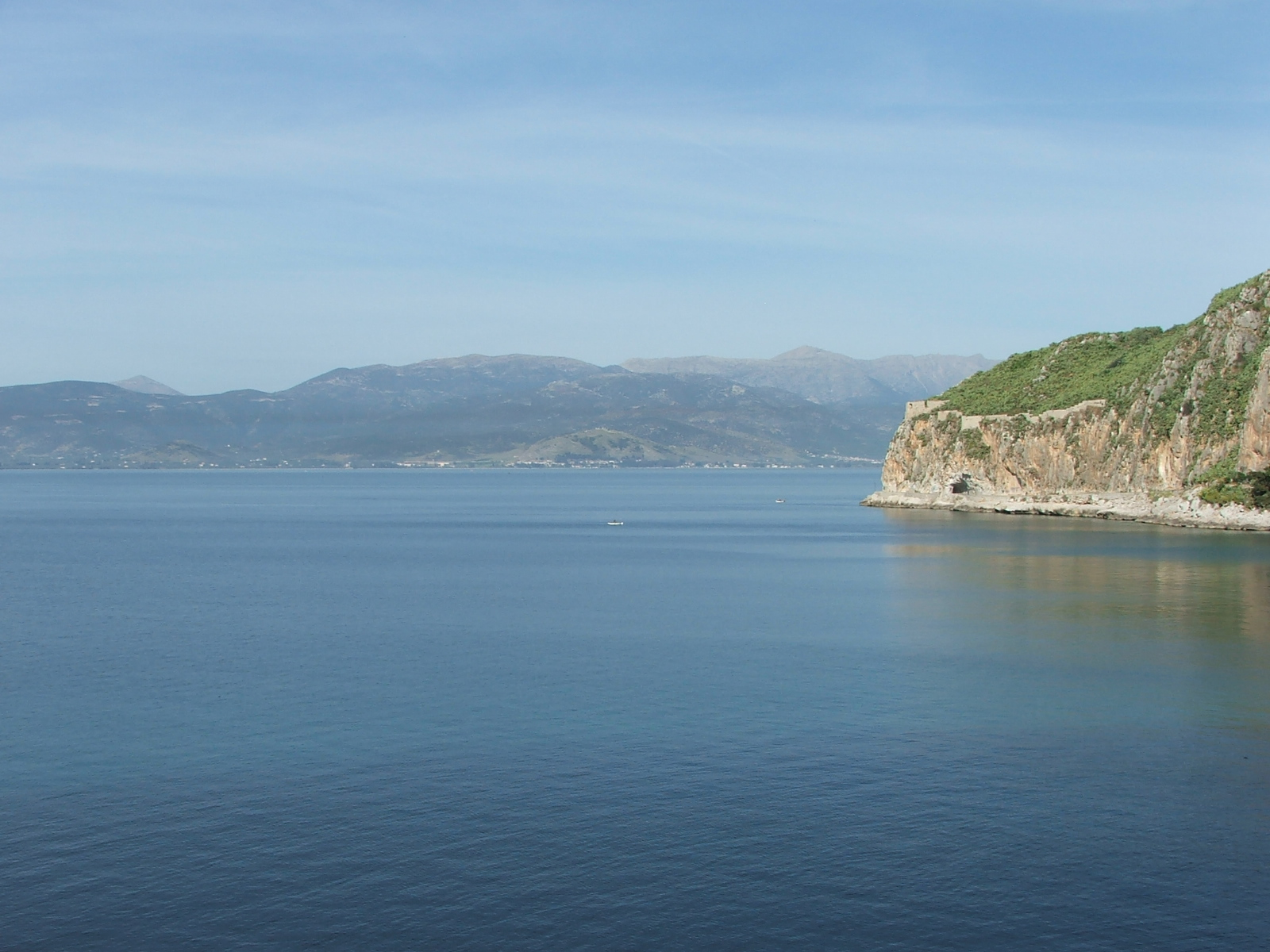
Vedere spre Golful Argolic dinspre Fortăreața Palamidi din Nauplion
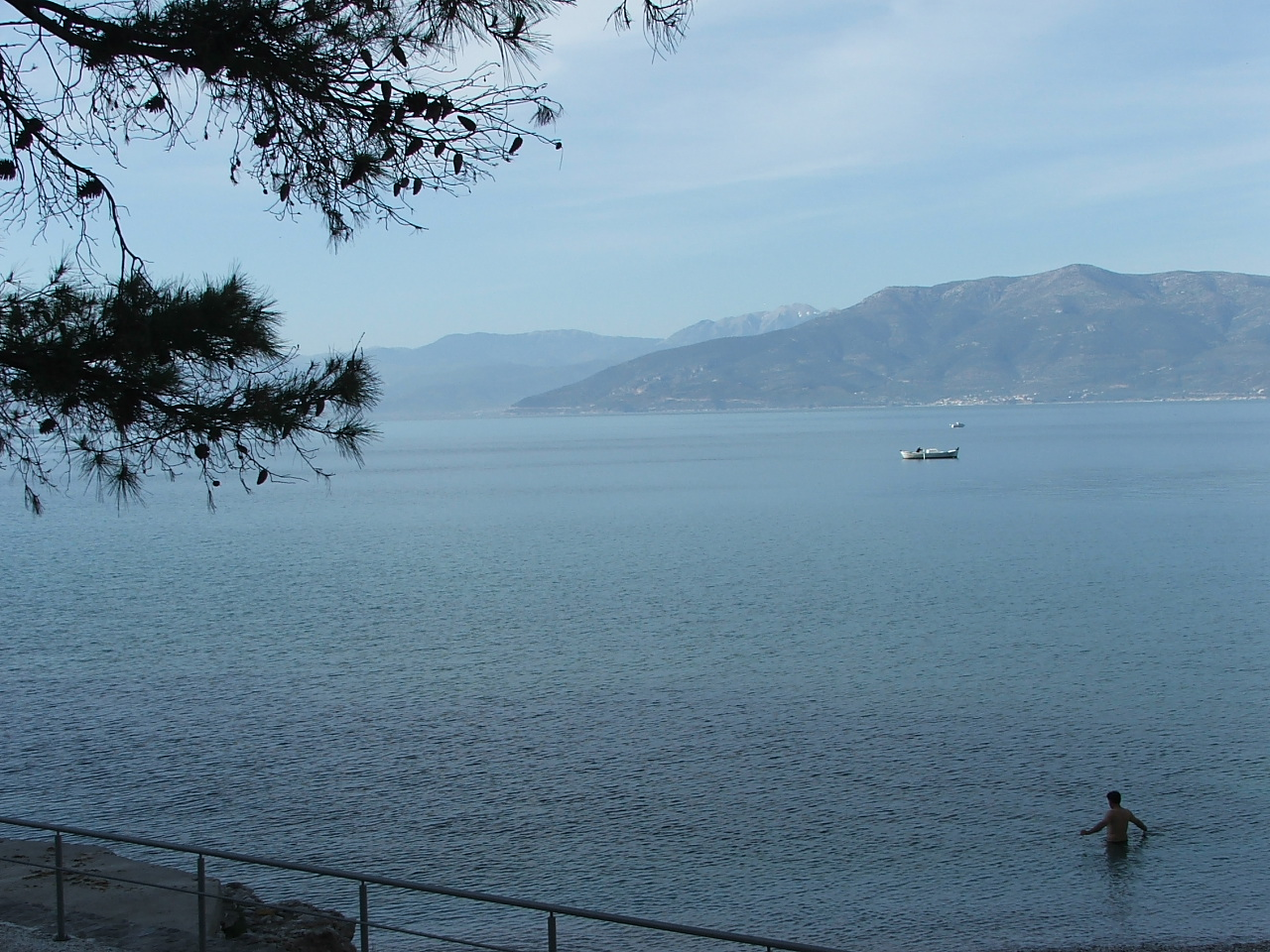
Golful Argolic. Vedere dinspre Nauplion.
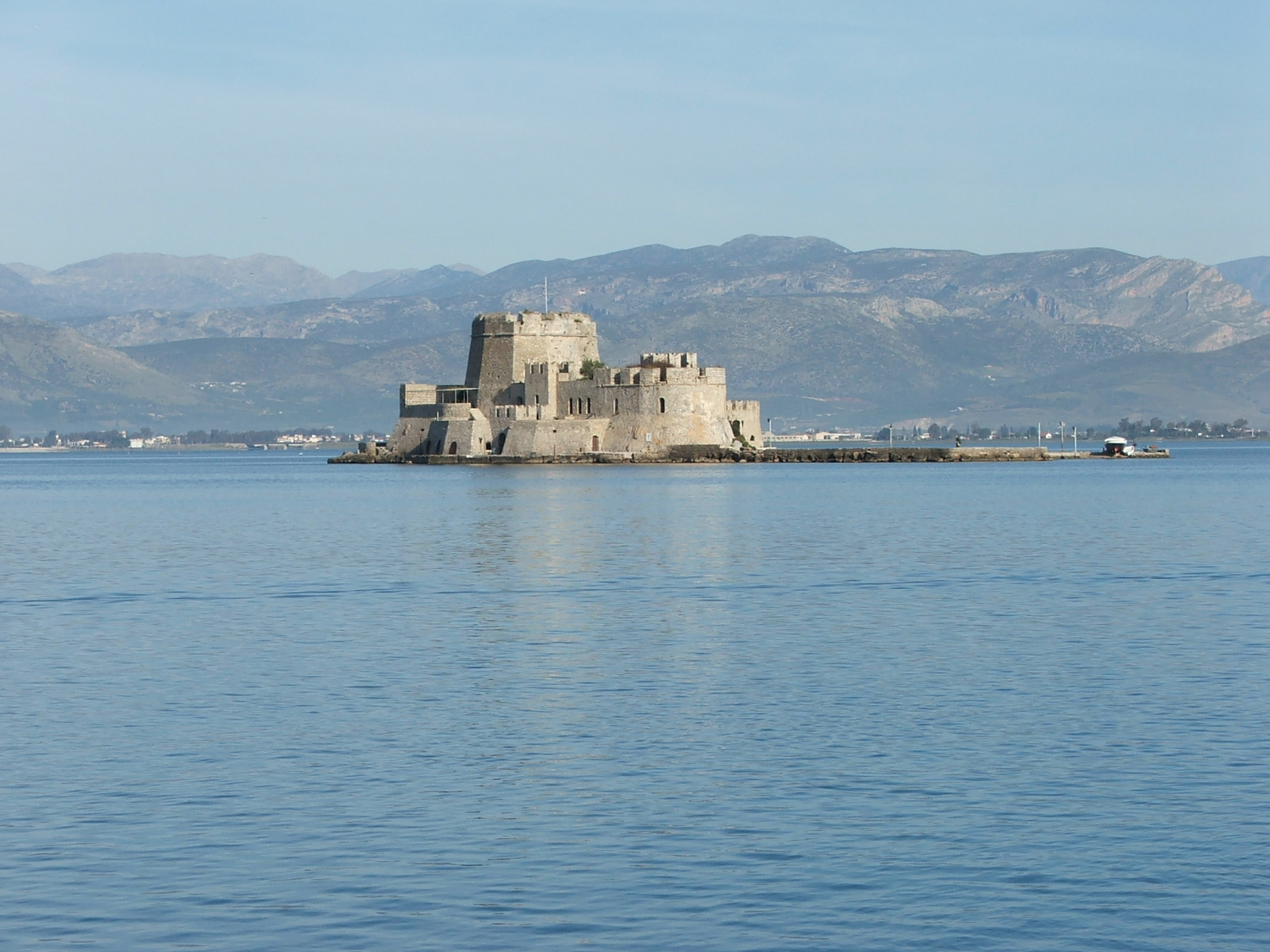
Turnul Bourtzi.
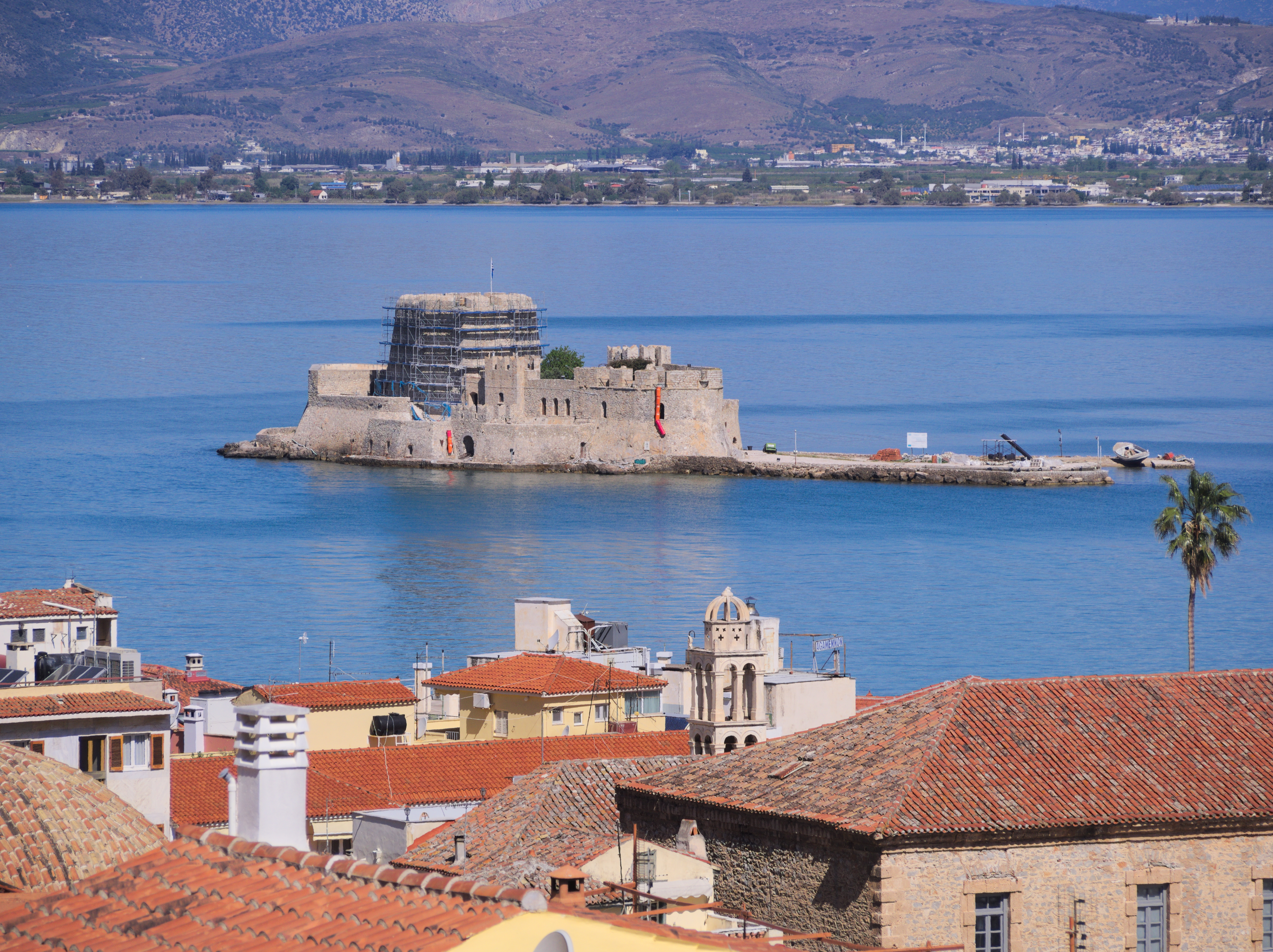
Vedere cu Nafplion, Bourtzi și Golful Argolic.
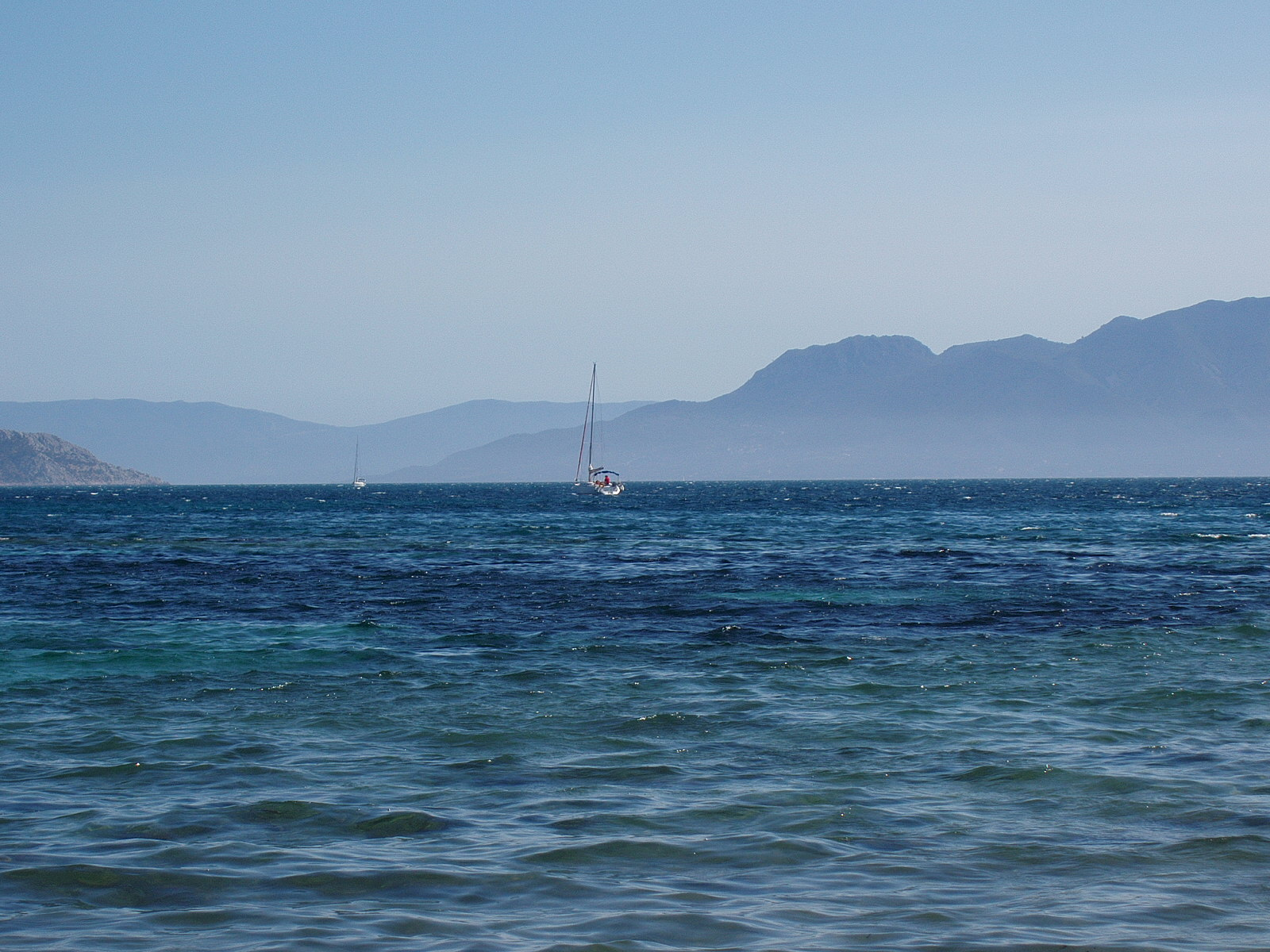
Barcă cu pânze în Golful Argolic, în apropierea lui Nauplion.